# Музичний стиль
Музичний стиль — сукупність засобів та прийомів художньої виразності, що історично склалась і відображає естетичні погляди різних суспільних груп певної епохи або творчого напрямку.

## Загальний опис
Поняття музичного стилю визначає значні етапи розвитку музичного мистецтва (наприклад класицизм, романтизм, бароко, рококо, сентименталізм і т. д., а також східний, іспанський, слов'янський, африканський і т. д.). Музичний стиль відображає характерні ознаки певного шару музичного мистецтва, його національної або етнічної своєрідності. Крім того, поняттям музичного стилю визначають індивідуальну творчу манеру композитора (В. А. Моцарта, Л. ван Бетховена, С. Прокоф'єва, Б. Лятошинського та ін.) або виконавця (К. Аббадо, Е. Гілельса, Б. Гмирі, Е. Карузо, С. Ріхтера, А. Тосканіні та ін.)
Поняття музичного стилю має естетичний та історичний аспекти.
В естетичному аспекті воно має оцінне значення, концентруючи увагу на єдності, органічному взаємозв'язку виражальних засобів, співвідношенні традиційного і новаторського в індивідуальному стилі, а також на ознаках часу та інтелектуально-емоційних цінностях, втілених у нормах музичної мови (див полістилістика, стилізація).
В історичному аспекті музичний стиль означає типологічні особливості музичної мови в загальному контексті або окремі напрямки розвитку музичного мистецтва.
Важливими аспектами поняття стиль є
- ґенеза (стиль може походити від певного автора, або певної нації, певної епохи тощо);
- музична вираженість стилю — стиль є впізнаваним завдяки властивостям музичної мови (гармонія, мелодика, ритміка і т. д. в сукупності)

## Різновиди стилів
В залежності від ґенези музичного стилю, розрізняють:
- Авторський стиль — стиль того чи іншого конкретного композитора чи виконавця. В кожному конкретному випадку авторський стиль може бути незмінним або змінюватись разом з еволюцією митця. В цьому разі говорять про «ранній», «зрілий» чи «пізній» тощо стилі.
- Національний стиль може виражатися у використанні певних впізнаваних елементів національного музичного фольклору — в цьому випадку національний стиль є легко впізнаваним, або, в складнішому випадку — національний стиль відбиває певні соціокультурні або соціопсихологічні особливості тієї чи іншої національної культури.
- Історичний стиль — стиль, в якому знаходять втілення теоретичні уявлення про мистецтво і філософію, світовідчуття, естетику певного часу. Генетична єдність історичного стилю є найбільш проблематичною, тому часто музикознавці оминають термін історичний стиль, використовуючи терміни «епоха».

У національних і історичних стилях індивідуальне начало стає типізованим. У той же час типове індивідуалізується в кожному конкретному авторському стилі.

## Функції стилю
Музичний стиль має такі функції:
- Історико-культурна орієнтація слухачів
- Фіксація і висловлення певного змісту
- Об'єднання та розмежування музичних творів до певних категорій

## Методи характеристики та атрибуції стилю
Для визначення приналежності певного музичного твору до того чи іншого стилю, або вивчення особливостей стилю використовують такі методи:
- Порівняльна стильова характеристика — порівнюють конкретні стилі різних авторів або епох
- Метод слухової експертизи — експериментальний метод
- Статистичні методи — підраховується наявності різних елементів музичної тканини — гармонічних, мелодичних, ритмічних та інших особливостей в музичних творах даного стилю.

## Визначення Є.В.Назайкінського
За визначенням московського музикознавця Є. В. Назайкінського, музичний стиль — це

| відмітна якість музичних творів, що входять в ту чи іншу конкретну генетичну спільність (спадщина композитора, школи, напрямку і т.д.), що дозволяє безпосередньо відчувати, пізнавати, визначати їх генезу і проявляється в сукупності всіх без винятку властивостей музики, об'єднаних у цілісну систему навколо комплекса характерних ознак. |